# Ben Gunn
Benjamin "Ben" Gunn è un personaggio immaginario che appare nel romanzo d'avventura L'isola del tesoro di Robert Louis Stevenson.

## Storia
Ben Gunn è un ex membro dell'equipaggio di pirati della Walrus, agli ordini del capitano Flint, che è stato abbandonato per tre anni sull'isola del tesoro dai suoi compagni, avendo fallito nel ritrovamento del tesoro senza la mappa. Durante la sua permanenza sull'isola come un eremita, si nutre principalmente di bacche, molluschi e carne di capra, e sviluppa un desiderio ossessivo per il formaggio. Sebbene fosse diventato un po' pazzo e delirante, alla fine riuscì a portare alla luce la maggior parte del tesoro tenuto segretamente sepolto da Flint e a spostarlo in una grotta sull'isola. 
Appare per la prima volta nel romanzo quando incontra Jim Hawkins, trattando quest'ultimo gentilmente in cambio della possibilità di farlo tornare alla civiltà.
Ben fugge durante l'ammutinamento alla Hispanola, mentre Jim naviga sulla barca di Ben per prendere il controllo della nave. Ben riappare emettendo frasi con tono spettrale per ritardare il gruppo di Long John Silver nella ricerca del tesoro sepolto, ma Silver riconosce la sua voce, riprendendo la fiducia dei pirati. Avanzano e arrivano sul luogo dove è nascosto il tesoro di Flint, scoprendo però che il tesoro è sparito.
I pirati, ovviamente infuriati, si rivoltano contro Silver e Jim, ma Ben Gunn e gli uomini del dottor David Livesey tendono a loro un agguato, uccidendone due e disperdendo i rimanenti. I protagonisti vanno alla casa-grotta di Ben Gunn, dove quest'ultimo ha nascosto il tesoro di Flint già da alcuni mesi. Il tesoro viene diviso tra John Trelawney e i suoi uomini fedeli, compresi Jim e Ben Gunn. A quest'ultimo spettò una quota molto bassa (1.000 sterline britanniche). Poi lasciarono l'isola facendo ritorno in Inghilterra, abbandonandoci i pirati sopravvissuti.
Una volta in Inghilterra, Ben Gunn spese tutta la sua quota del tesoro in soli 19 giorni e diventa un guardacaccia di una tenuta per il resto della sua vita.

## Ispirazione

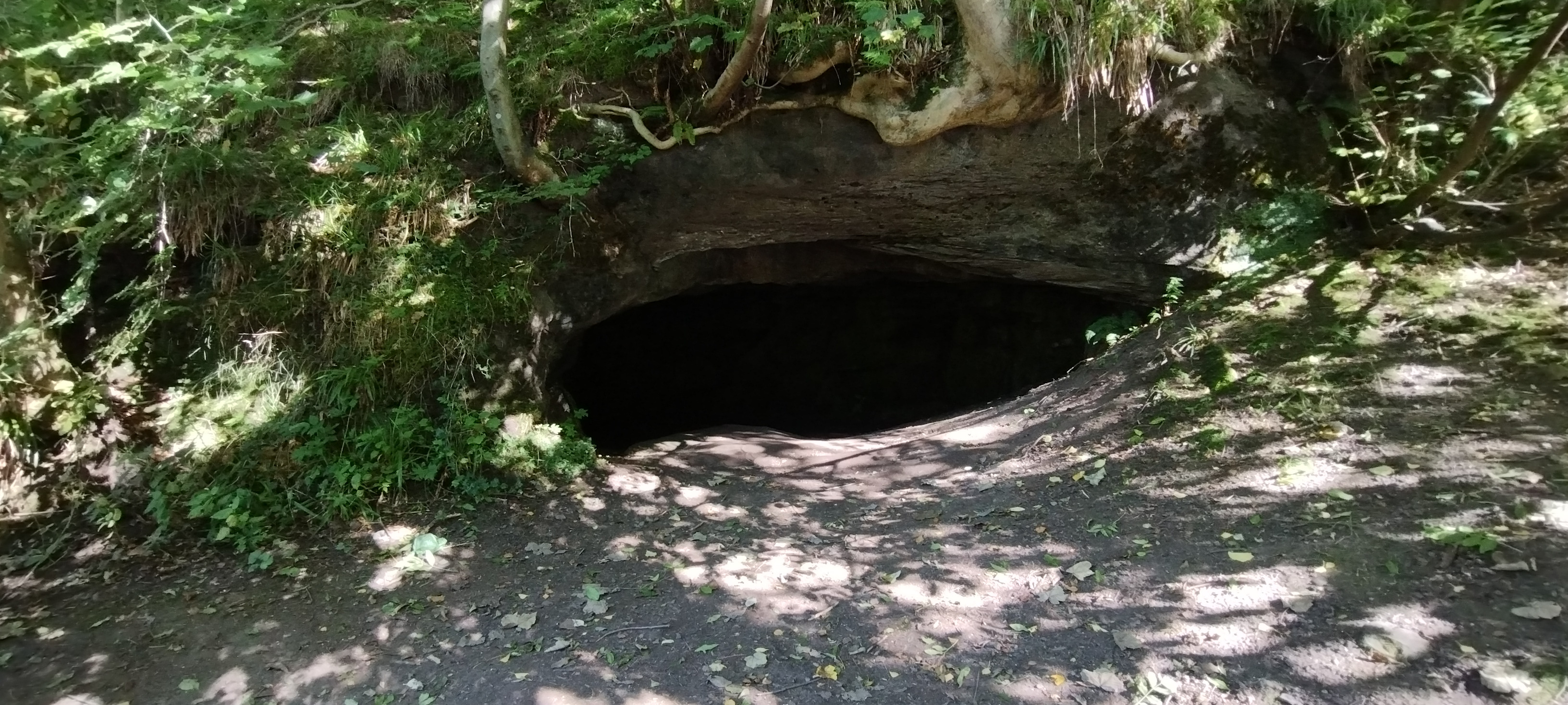
La grotta a Bridge of Allan.

Robert Louis Stevenson, ancora bambino, trascorse più volte l'estate nella cittadina termale scozzese di Bridge of Allan. Secondo quanto riferito, la grotta di Stevenson a Bridge of Allan è stata l'ispirazione per il rifugio di Ben Gunn.

## Interpreti (cinema, radio, televisione)
| Anno | Ben Gunn                                      | Media       | Titolo |
| ---- | --------------------------------------------- | ----------- | --- |
| 1934 | Chic Sale                                     | cinema      | L'isola del tesoro - film (USA, 1934), diretto da Victor Fleming. |
| 1950 | Geoffrey Wilkinson                            | cinema      | L'isola del tesoro, film della Disney (USA, 1950), diretto da Byron Haskin. |
| 1972 | Jean Lefebvre                                 | cinema      | L'isola del tesoro, film (Italia-GB, 1972), diretto da Andrea Bianchi e John Hough. |
| 1978 | Kaneta Kimotsuki [voce]                       | televisione | L'isola del tesoro, serie televisiva in 26 episodi (Giappone, 1978), diretta da Osamu Dezaki. |
| 1985 | Tony Jessen                                   | cinema      | L'isola del tesoro, film (GB, 1985), diretto da Raoul Ruiz - Trasposizione della vicenda in epoca moderna, liberamente ispirata al racconto di Stevenson.                                                                                 |
| 1987 | Andy Luotto                                   | televisione | L'isola del tesoro, miniserie televisiva in 5 puntate (Italia, 1987), diretta da Antonio Margheriti - Secondo sceneggiato prodotto dalla RAI, stavolta di ambientazione fantascientifica. Distribuito anche in riduzione cinematografica. |
| 1988 | Jurij Vasil'evic Jakovlev                     | televisione | Ostrov Sokrovisc è un film d'animazione (URSS, 1988), diretto da David Cerkasskij. Il film è per metà animato ma le canzoni sono fatte in live action - Liberamente ispirato al romanzo                                                   |
| 1990 | Nicolas Amer                                  | televisione | L'isola del tesoro, film TV (USA-GB 1990), diretto dal Fraser Clarke Heston. |
| 1993 | Chris Barrie [voce] (ed.it. Mario Scarabelli) | televisione | L'isola del tesoro, serie TV d'animazione in 26 episodi (UK, 1993), prodotta da Dino Athannassiou e Film Fair - Liberamente ispirata al romanzo, con l'aggiunta di elementi fantastici.                                                   |
| 1996 | Frank Oz                                      | cinema      | I Muppet nell'isola del tesoro, film con attori e pupazzi animati (USA, 1996), diretto da Brian Henson. |
| 1999 | Walter Sparrow                                | cinema      | L'isola del tesoro, film (GB-Canada, 1999), diretto da Peter Rowe. |
| 2002 | Martin Short [voce] (ed.it. Maurizio Crozza)  | cinema      | Il pianeta del tesoro (Treasure Planet), film d'animazione della Disney (USA, 2002), diretto da Ron Clements e John Musker. |
| 2015 | Giorgio Lopez [voce]                          | televisione | L'isola del tesoro, serie TV d'animazione (Italia, 2015), diretto da Giuseppe Maurizio Laganà. - Liberamente ispirata al romanzo, con l'aggiunta di elementi fantastici.                                                                  |